# Xaver Kurmann
Xaver Kurmann (n. 29 august 1948, Emmen, cantonul Lucerna, Elveția) este un ciclist de performanță ce a reprezentat Elveția, medaliat olimpic. A participat la 2 ediții ale Jocurilor Olimpice (1968, 1972) în care a câștigat o medalie de argint și o medalie de bronz.